# Krupanj
Krupanj (cyr. Крупањ) – miasto w Serbii, w okręgu maczwańskim, siedziba gminy Krupanj. W 2011 roku liczyło 4429 mieszkańców.